# Avalon (flygplats)
Avalon är en flygplats i Australien. Den ligger i kommunen Greater Geelong och delstaten Victoria, omkring 50 kilometer sydväst om delstatshuvudstaden Melbourne. Avalon ligger 10 meter över havet.
Trakten är tätbefolkad. Närmaste större samhälle är Geelong, omkring 16 kilometer sydväst om Avalon. 
Trakten runt Avalon består till största delen av jordbruksmark. Genomsnittlig årsnederbörd är 939 millimeter. Den regnigaste månaden är juni, med i genomsnitt 128 mm nederbörd, och den torraste är januari, med 44 mm nederbörd.